# Tess Madgen
Tess Madgen (Barossa Valley, 12 de agosto de 1990) é uma jogadora de basquete australiana.

## Vida pessoal
Madgen nasceu em 12 de agosto de 1990 em Barossa Valley, Austrália do Sul, onde viveu enquanto crescia. Em 2011, ela estava cursando a Universidade da Austrália do Sul.
Madgen tem 180 centímetros (71 pol) de altura. Ela foi destaque no calendário da liga WNBL de 2009.

## Carreira profissional
Madgen joga como guarda e atacante e é uma jogadora ofensiva. Em 2008, ela foi apresentada como uma estrela do basquete no myFiba.
Madgen jogou basquete júnior começando no Sub-10 para o Barossa Bulldogs na Barossa Valley Basketball Association. Ela representou o BAVBA como jogadora de desenvolvimento na BASA Sub-12 Divisão 3. Este time ficou invicto em 1999. Ela então jogou pelo Eastern Mavericks. Ela foi afiliada ao South Australian Institute of Sport. Ela competiu no Campeonato Australiano Sub-16 de 2004 e 2005, jogando pelo South Australia Country. Ela competiu no Campeonato Australiano Sub-18 de 2006 e 2007, jogando pelo South Australia Country. Em 2007, ela jogou pelo Barossa Valley. Ela competiu no Campeonato Australiano Sub-18 de 2007 e 2008, jogando pelo South Australia Country. Em 2008, sua equipe terminou em primeiro, derrotando Victoria por 99–61, uma das maiores vitórias da história da competição. Como competidora no campeonato nacional australiano sub-20 de 2009, ela ganhou o prêmio Bob Staunton enquanto sua equipe levou para casa a prata.
Madgen se juntou ao Bendigo Spirit para a temporada 2010/2011, onde teve uma média de 16 pontos por jogo na temporada regular e terminou em terceiro na liga nesta categoria. Ela terminou em quinto na liga para porcentagem de arremessos de 3 pontos em 36% na temporada regular. Ela teve 125 rebotes no total na temporada. De acordo com a companheira de equipe e gerente geral da equipe Kirsti Harrower, Madgen aprendeu a se tornar uma jogadora de equipe em sua primeira temporada com o clube. Três semanas na temporada, ela foi nomeada a jogadora da semana da liga. Na terceira rodada em um jogo contra o Instituto Australiano de Esporte no AIS Basketball and Netball Training Hall, ela marcou 28 pontos, com uma porcentagem de field goal de 75%. Ela também teve quatro roubos de bola no jogo. Em um jogo de novembro de 2010 contra o Adelaide Lightning, ela marcou 25 pontos e 7 rebotes em uma vitória de 91-79 para o Spirit. Ela foi nomeada a jogadora mais valiosa do clube no final da temporada.
Madgen renunciou ao time para a temporada 2011/2012 em junho de 2011 e esteve com Bengido na temporada 2011/2012. Ela foi nomeada a Jogadora Mais Valiosa do clube. Em janeiro de 2012, ela fez uma cesta decisiva para seu time que os ajudou a vencer Canberra. No jogo de Canberra, ela marcou 14 pontos. O treinador do Spirit, Bernie Harrower, disse sobre os esforços para recontratá-la: "Não há dúvidas sobre isso. Ela provavelmente está na lista de compras da maioria das pessoas. Ela teve muito azar de perder o time dos Opals este ano e conseguiu fazer isso jogando conosco. Para ela jogar em Bendigo, ela não está jogando atrás de ninguém, ela é a superestrela do nosso time. Se ela for para Bulleen, certamente haverá pessoas à sua frente lá, e ela terá que dar um passo para trás. Você faz o que pode para manter seus jogadores e se eles não estiverem felizes jogando com você e quiserem seguir em frente, bem, não há muito que você possa fazer sobre isso. Ela é certamente uma jogadora necessária para nós e alguém que queremos desesperadamente manter." Ela não renovou com Bendigo para a temporada 2012/2013. Acredita-se que Bulleen estava tentando recrutá-la para jogar por eles, já que alguns de seus jogadores jogaram com Madgen no time do Instituto Australiano de Esporte, incluindo Liz Cambage e Rachel Jarry.

## Carreira na seleção
Madgen fez sua estreia internacional em 2008 com a equipe júnior australiana, ganhando uma medalha de ouro com eles na série de qualificação mundial da Oceania. Naquele ano, ela também fez parte da equipe nacional júnior que ganhou uma medalha de prata na William Jones Cup em Taiwan. Em 2009, ela foi membro da equipe feminina júnior australiana que competiu no Campeonato Mundial na Tailândia. Ela também representou a Austrália na Universíade de Verão de 2011 em Shenzhen, China, em agosto, onde a Austrália levou para casa uma medalha de bronze, vencendo por 66-56 na partida pela medalha de bronze. Na vitória das quartas de final sobre o Canadá, ela marcou 14 pontos. Ela também marcou oito pontos em jogos contra o Japão e a República Tcheca. Ela foi selecionada para a equipe em junho de 2011.
Madgen foi nomeada para o time Opals de 2011 e fez sua estreia na seleção nacional em 2011 como membro da equipe na preparação para o Campeonato FIBA Oceania de 2011, jogando na série de qualificação olímpica contra a seleção feminina de basquete da Nova Zelândia. Na série, ela jogou 22 minutos saindo do banco no segundo jogo, marcou nove pontos e pegou 5 rebotes. Ela ganhou uma medalha de ouro no Campeonato FIBA Oceania de 2011. Ela foi selecionada para o time para competir no Torneio Feminino das 4 Nações de 2011, sediado pela China. No final de julho de 2011, ela jogou em uma série de testes de três jogos contra a China disputada em Queensland. Ela era a jogadora mais jovem do time. Ela foi nomeada para a seleção feminina de basquete da Austrália de 2012.
Madgen, como todos os outros membros do time de basquete feminino Opals das Olimpíadas de Tóquio de 2020, teve um torneio difícil. As Opals perderam suas duas primeiras partidas da fase de grupos. Elas pareciam fracas contra a Bélgica e depois perderam para a China em circunstâncias de partir o coração. Em sua última partida do grupo, as Opals precisavam vencer Porto Rico por 25 ou mais em sua partida final para progredir. Elas fizeram isso por 27 em uma partida muito emocionante. No entanto, elas perderam para os Estados Unidos nas quartas de final por 79 a 55.
Nos Jogos Olímpicos de Verão de 2024, em Paris, conquistou a medalha de bronze no torneio feminino do basquetebol, após vencer confronto contra a equipe belga por 85–81 na decisão do terceiro lugar.